# 佩奇爾納
49°44′25″N 26°0′50″E / 49.74028°N 26.01389°E

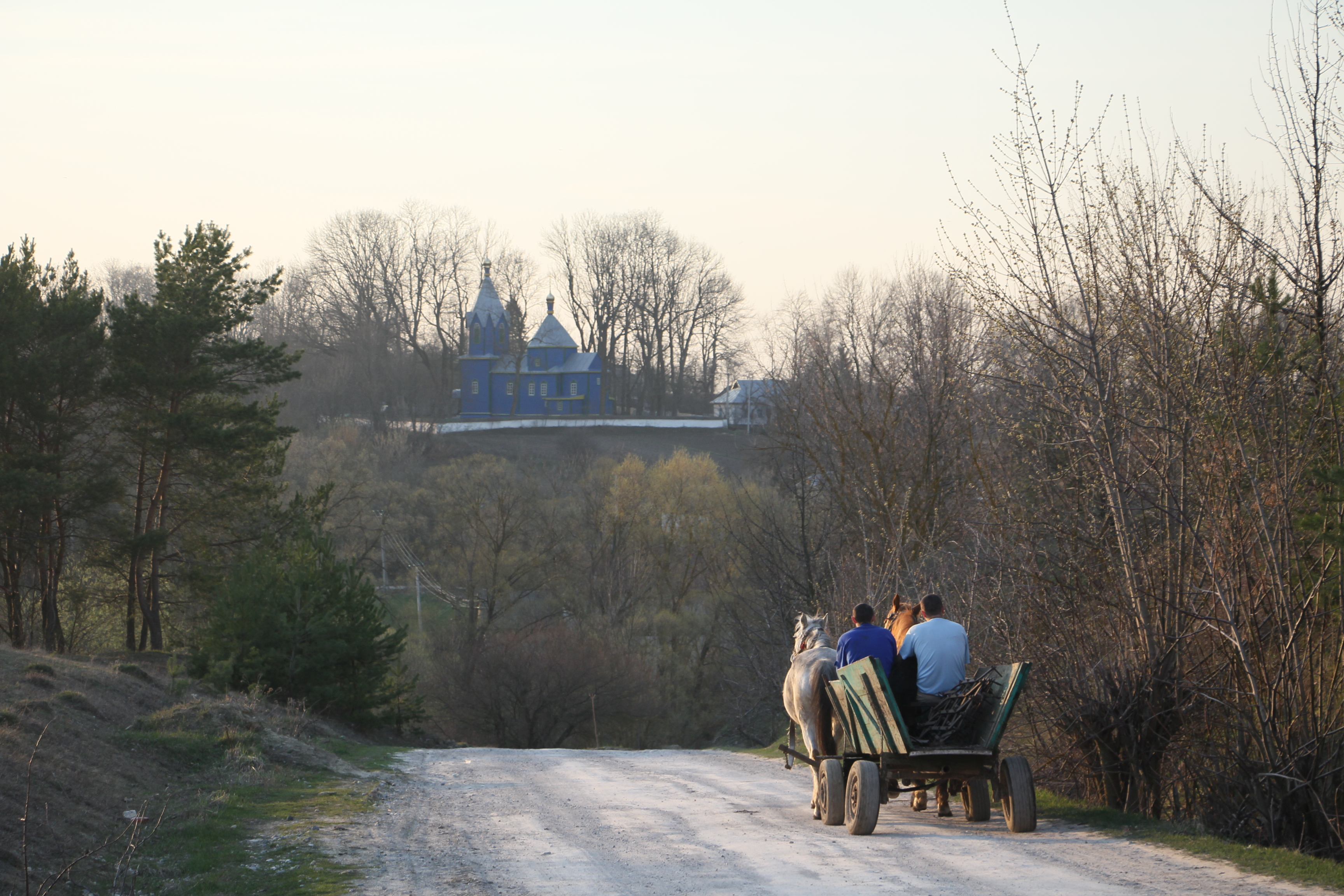
佩奇爾納

佩奇爾納（烏克蘭語：Печірна），是烏克蘭的村落，位於該國西部捷爾諾波爾州，由克列梅涅茨區負責管轄，始建於1618年，面積2平方公里，2001年人口307，人口密度每平方公里153.5人。